# Uropachylus
Uropachylus is een geslacht van hooiwagens uit de familie Gonyleptidae.
De wetenschappelijke naam Uropachylus is voor het eerst geldig gepubliceerd door Mello-Leitão in 1922. 

## Soorten
Uropachylus omvat de volgende 6 soorten:
- Uropachylus anthophilus
- Uropachylus gratiosus
- Uropachylus itatiaia
- Uropachylus nasutus
- Uropachylus striatus
- Uropachylus ypiranga